# انتخابات پارلمانی نروژ (۲۰۲۱)
انتخابات پارلمانی نروژ (انگلیسی: Norwegian parliamentary election, 2021) در ۱۳ سپتامبر ۲۰۲۱ برگزاری می‌شود تا تمامی ۱۶۹ کرسی مجلس قانونگذاری استورتینگه تعیین شود.

## پیشینه
انتخابات پارلمانی نروژ در ۱۱ سپتامبر ۲۰۱۷ برگزار شد. ائتلاف راست میانه به رهبری ارنا سلبرگ نخست‌وزیر نروژ توانست با کسب ۸۸ کرسی بار دیگر ریاست دولت را بدست گیرد اما این بار از کرسی‌های وی کم شد. این در حالی بود که ائتلاف چپ میانه توانست ۸۱ کرسی بدست آورد.